# ویلیام راف‌هد
ویلیام راف‌هد (انگلیسی: William Roughead؛ ‏ ۱۸۷۰–۱۹۵۲) جرم‌شناس و وکیل اسکاتلندی بود. او یکی از نخستین دست‌اندرکاران و متخصصان مهم ژانر ادبی «جنایت واقعی» مدرن بود. پسر او که همچون پدر «ویلیام راف‌هد» نام داشت بازیکن اتحادیه بین‌المللی راگبی ۱۵ نفره اسکاتلند بود.
راف‌هد که بسیار مورد تحسین هنری جیمز قرار گرفت، به سبکی می‌نوشت که خردمندی، بدبینی شوخ‌طبعانه، و شمه‌هایی از داستان‌سرایی و اخلاق‌گرایی قدیمی را در بر می‌گرفت. گزارش‌های او از پرونده‌های قتل و محاکمه‌ها، مانند داستان‌های عامیانه، این مزیت را دارند که مختصر و برجسته هستند.»